# Hercegovačka Goleša
Hercegovačka Goleša (izvirno srbsko Херцеговачка Голеша) je naselje v Srbiji, ki upravno spada pod Občino Priboj; slednja pa je del Zlatiborskega upravnega okraja.

## Demografija
V naselju, katerega izvirno (srbsko-cirilično) ime je Херцеговачка Голеша, živi 370 polnoletnih prebivalcev, pri čemer je njihova povprečna starost 48,2 let (45,1 pri moških in 51,0 pri ženskah). Naselje ima 177 gospodinjstev, pri čemer je povprečno število članov na gospodinjstvo 2,43.
To naselje je, glede na rezultate popisa iz leta 2002, večinoma srbsko, a v času zadnjih treh popisov je opazno zmanjšanje števila prebivalcev.
|  |

| Demografija | Demografija     | Demografija     |
| Leto        | Št. prebivalcev | Št. prebivalcev |
| ----------- | --------------- | --------------- |
|             |                 |                 |
|             |                 |                 |
|             |                 |                 |
|             |                 |                 |
| 1948        | 817             |                 |
| 1953        | 1020            |                 |
| 1961        | 1050            |                 |
| 1971        | 1051            |                 |
| 1981        | 877             |                 |
| 1991        | 675             | 620             |
| 2002        | 456             | 430             |
|             |                 |                 |

| Etnična sestava po popisu iz leta 2002 | Etnična sestava po popisu iz leta 2002 | Etnična sestava po popisu iz leta 2002 | Etnična sestava po popisu iz leta 2002 | Etnična sestava po popisu iz leta 2002 |
| -------------------------------------- | -------------------------------------- | -------------------------------------- | -------------------------------------- | -------------------------------------- |
| Srbi                                   | Srbi                                   |                                        | 426                                    | 99,06%                                 |
| Muslimani                              | Muslimani                              |                                        | 4                                      | 0,93%                                  |
| Neznano                                | Neznano                                |                                        | 0                                      | 0,0%                                   |